# Arctostaphylos otayensis
Arctostaphylos otayensis là một loài thực vật có hoa trong họ Thạch nam. Loài này được Wiesl. & B.Schreib. mô tả khoa học đầu tiên năm 1939.

## Hình ảnh

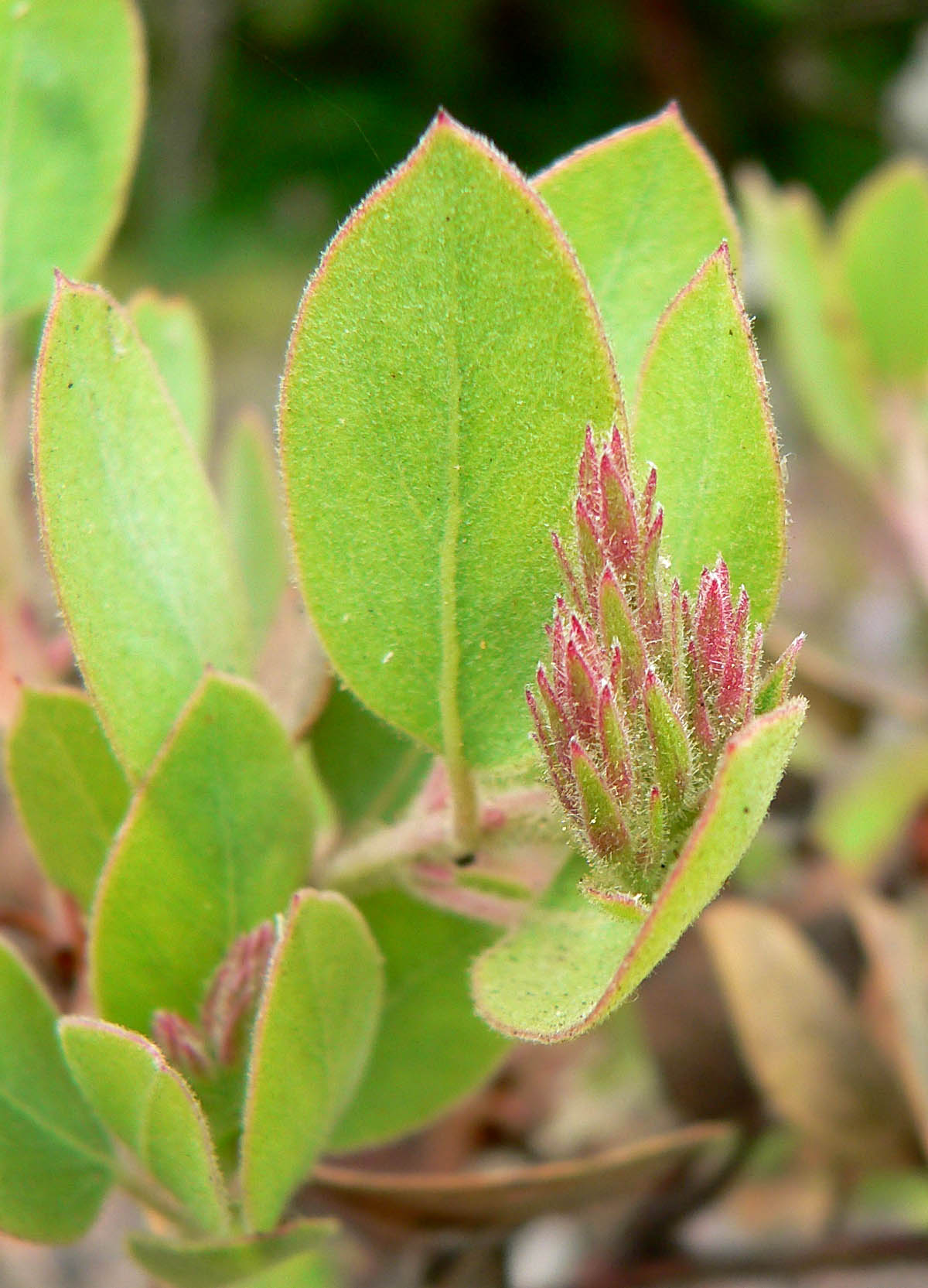